# Насрудинов, Касум Сапиханович
Касум Сапиханович Насрудинов (25 ноября 1956) — советский и российский тренер по вольной борьбе и женской борьбе, Заслуженный тренер России (30.10.1993)

## Биография
По национальности — аварец. Сначала занимался дзюдо и вольной борьбой, выполнил звание мастера спорта СССР. В 1979 году после окончания Дагестанского государственного педагогического института занялся тренерской деятельностью. Насрудинов был одним из первых тренеров по женской борьбе в России. В 1992 году его воспитанница Тетей Алибекова первой из россиянок пробилась в финал чемпионата мира во Франции, а в 1995 году в Москве другая его ученица – Саният Ганачуева стала первой в России чемпионкой мира в женской борьбе. Работал главным тренером сборной Дагестана по женской борьбе. В марте 2013 года вошёл в штаб сборной России по женской борьбе, в которой главным тренером был Юрий Шахмурадов.

## Известные воспитанники
- Ибрагимов, Магомед Идрисович — призёр Олимпийских игр;
- Ганачуева, Саният Ганачуевна — чемпионка мира;
- Алибекова, Тетей Алибековна — чемпионка Европы;
- Дадашева, Милана Камилхановна — призёр чемпионатов Европы;
- Кошмак, Ольга Александровна — призёр чемпионата Европы;
- Грачёва, Светлана Геннадьевна — призёр командного Кубка мира;
- Шистерова, Дарья Евгеньевна — призёр чемпионатов России;
- Нурасулов, Магомедгаджи Абдурахманович — призёр чемпионатов России;